# وزارت دفاع فدرال آلمان
وزارت دفاع فدرال آلمان (آلمانی: Bundesministerium der Verteidigung) یک آژانس فدرال ارشد در آلمان است، که توسط وزیر دفاع فدرال به عنوان یکی از اعضای کابینه آلمان، اداره می‌شود. دفتر مرکزی این وزارتخانه در بن قرار دارد و دفتر دوم آن در برلین مستقر می‌باشد. این وزارتخانه در سال ۱۹۱۹ تأسیس شد.
طبق ماده ۶۵ قانون اساسی آلمان، وزیر دفاع فدرال فرمانده کل بوندس‌ور، نیروهای مسلح آلمان، با حدود ۲۶۰۹۵۳ سرباز و غیرنظامی فعال است. ماده ۱۱۵ مقرر می‌کند که در وضعیت دفاعی، که توسط بوندستاگ با رضایت بوندسرات اعلام می‌شود، فرماندهی کل به صدراعظم منتقل می‌شود. این وزارتخانه در حال حاضر تقریباً ۲۰۰۰ کارمند دارد.